# Newbold (North West Leicestershire)
Newbold – przysiółek w Anglii, w Leicestershire. Leży 13,2 km od miasta Loughborough, 24,2 km od miasta Leicester i 167,2 km od Londynu. W latach 1870–1872 miejscowość liczyła 341 mieszkańców.